# Italiaanse parlementsverkiezingen 2018

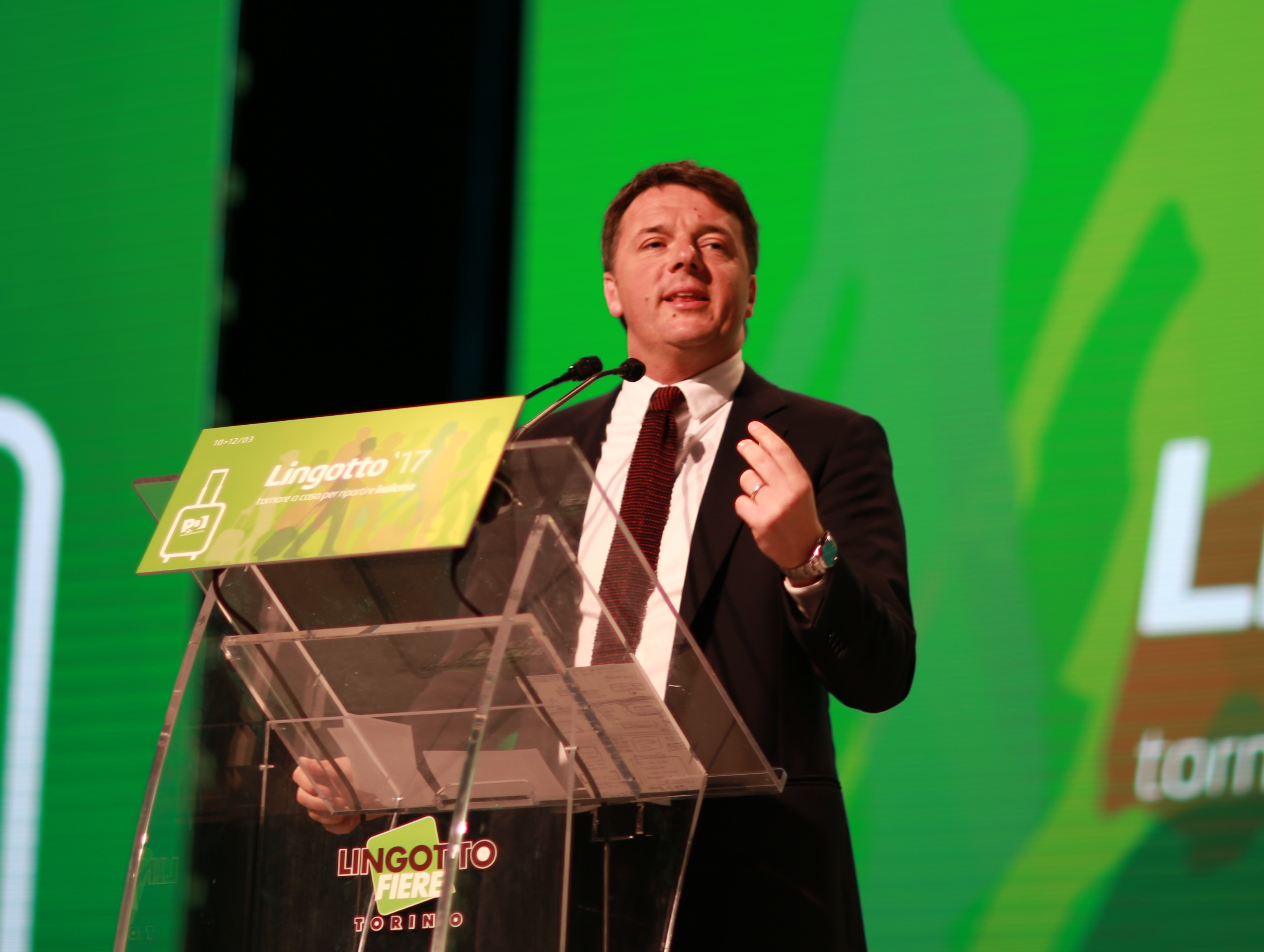
Matteo Renzi in maart 2017

De Italiaanse parlementsverkiezingen 2018 werden op 4 maart 2018 in Italië gehouden. De Vijfsterrenbeweging werd de grootste partij, met ruim 30% van de stemmen.
Na de verkiezingen van 2013 werd Enrico Letta (Democratische Partij) premier. In februari 2014 werd hij opgevolgd door partijgenoot Matteo Renzi. Renzi bleef dit tot december 2016, wanneer hij aftrad nadat een grondwetswijziging werd verworpen in een referendum. Hij werd opgevolgd door partijgenoot Paolo Gentiloni. Renzi bleef wel partijleider.
In 2017 werd de kieswet grondig gewijzigd. In beide kamers wordt ongeveer een derde van de zetels bij meerderheidsstelsel verkozen, de rest proportioneel, in slechts één stemronde.
Op 28 december 2017 ontbond president Sergio Mattarella het parlement en riep verkiezingen uit voor 4 maart 2018. Op dezelfde dag vonden regionale verkiezingen plaats in Lazio en Lombardije.
Opvallend aan deze verkiezingen was dat voormalig premier Silvio Berlusconi weer op de voorgrond verscheen als leider van Forza Italia, ook al was het hem tot 2019 niet toegestaan een publieke functie uit te oefenen. Ook voormalig premier Matteo Renzi was weer leider van de Democratische Partij.

## Peilingen
De vier grootste partijen zijn de volgende:

## Uitslag
|                                 | Kamer van Afgevaardigden | Kamer van Afgevaardigden       | Kamer van Afgevaardigden                    | Kamer van Afgevaardigden | Kamer van Afgevaardigden | Senaat     | Senaat                         | Senaat                                      | Senaat               | Senaat |
| Stemmen                         | Percentage               | Proportioneel verdeelde zetels | Zetels verdeeld volgens meerderheidsstelsel | Totaal aantal zetels     | Stemmen                  | Percentage | Proportioneel verdeelde zetels | Zetels verdeeld volgens meerderheidsstelsel | Totaal aantal zetels |        |
| ------------------------------- | ------------------------ | ------------------------------ | ------------------------------------------- | ------------------------ | ------------------------ | ---------- | ------------------------------ | ------------------------------------------- | -------------------- | ------ |
| Lega                            | 5.694.351                | 17,34                          | 73                                          | 111                      | 262                      | 5.323.045  | 17,62                          | 37                                          | 58                   | 135    |
| Forza Italia                    | 4.591.888                | 13,98                          | 59                                          | 111                      | 262                      | 4.358.101  | 14,42                          | 33                                          | 58                   | 135    |
| Fratelli d’Italia               | 1.435.114                | 4,37                           | 19                                          | 111                      | 262                      | 1.286.887  | 4,26                           | 7                                           | 58                   | 135    |
| Noi con l’Italia – UDC          | 430.805                  | 1,31                           |                                             | 111                      | 262                      | 362.131    | 1,20                           |                                             | 58                   | 135    |
| MoVimento 5 Stelle              | 10.732.373               | 32,68                          | 133                                         | 92                       | 225                      | 9.733.303  | 32,21                          | 68                                          | 44                   | 112    |
| Partito Democratico             | 6.153.081                | 18,74                          | 86                                          | 26                       | 112                      | 5.788.103  | 19,16                          | 43                                          | 11                   | 54     |
| +Europa                         | 845.406                  | 2,57                           |                                             | 26                       | 112                      | 716.136    | 2,37                           |                                             | 11                   | 54     |
| Italia Europa Insieme           | 191.489                  | 0,58                           |                                             | 26                       | 112                      | 163.903    | 0,54                           |                                             | 11                   | 54     |
| Civica Popolare                 | 180.539                  | 0,55                           |                                             | 26                       | 112                      | 152.505    | 0,50                           |                                             | 11                   | 54     |
| SVP–PATT                        | 134.613                  | 0,41                           | 2                                           | 2                        | 4                        | 128.336    | 0,42                           | 1                                           | 2                    | 3      |
| Liberi e Uguali                 | 1.114.298                | 3,39                           | 14                                          |                          | 14                       | 990.715    | 3,28                           | 4                                           |                      | 4      |
| Potere al Popolo!               | 372.294                  | 1,13                           |                                             |                          |                          | 320.855    | 1,06                           |                                             |                      |        |
| CasaPound Italia                | 312.392                  | 0,95                           |                                             |                          |                          | 259.628    | 0,86                           |                                             |                      |        |
| Il Popolo della Famiglia        | 219.651                  | 0,67                           |                                             |                          |                          | 211.486    | 0,70                           |                                             |                      |        |
| Italia agli Italiani            | 127.119                  | 0,39                           |                                             |                          |                          | 150.014    | 0,50                           |                                             |                      |        |
| Partito Comunista               | 106.887                  | 0,33                           |                                             |                          |                          | 101.656    | 0,34                           |                                             |                      |        |
| Partito Valore Umano            | 48.138                   | 0,15                           |                                             |                          |                          | 38.543     | 0,13                           |                                             |                      |        |
| 10 Volte Meglio                 | 37.069                   | 0,11                           |                                             |                          |                          |            |                                |                                             |                      |        |
| Per una Sinistra Rivoluzionaria | 29.602                   | 0,09                           |                                             |                          |                          | 32.455     | 0,11                           |                                             |                      |        |
| Overige                         | 82.946                   | 0,25                           |                                             |                          |                          | 96.072     | 0,32                           |                                             |                      |        |
| Totaal                          | 32.840.055               |                                | 386                                         | 231                      | 617                      | 30.213.874 |                                | 193                                         | 115                  | 308    |

1996 · 2001 · 2006 · 2008 · 2013 · 2018 · 2022